# Джигме Угъен Вангчук
Джигме Угъен Вангчук (дзонг-кэ འཇིགས་མེད་ཨོ་རྒྱན་དབང་ཕྱུག་, род. 19 марта 2020) — второй ребёнок драконового короля Бутана Джигме Кхесар Намгьял Вангчука и его жены Джецун Пема. Является вторым в очереди на престол после своего старшего брата Джигме Намгьел Вангчука. 

## Биография
17 декабря 2019 года стало известно, что король и королева ждут второго ребенка, который родится весной 2020 года. 19 марта 2020 года официальные аккаунты короля и королевы в Instagram сообщили, что она родила второго сына во дворце Лингкана в Тхимпху. 30 июня 2020 года королевская семья объявила, что второго ребенка назвали Джигме Угъен Вангчук, и он будет известен как Его Королевское Высочество Гьялси Угъен Вангчук.
В марте 2024 года вместе с родителями, старшим братом и младшей сестрой Сонам Янгден Вангчук совершил первый зарубежный визит в Бангладеш.